# العلاقات النرويجية الجورجية
العلاقات النرويجية الجورجية هي العلاقات الثنائية التي تجمع بين النرويج وجورجيا.

## مقارنة بين البلدين
هذه مقارنة عامة ومرجعية للدولتين:
| وجه المقارنة                                              | النرويج                                                   | جورجيا                          |
| --------------------------------------------------------- | --------------------------------------------------------- | ------------------------------- |
| المساحة (كم2)                                             | 385.21 ألف                                                | 69.70 ألف                       |
| عدد السكان (نسمة)                                         | 5.33 مليون                                                | 3.72 مليون                      |
| الكثافة السكانية (ن./كم²)                                 | 13.84                                                     | 53.37                           |
| العاصمة                                                   | أوسلو                                                     | تبليسي، كوتايسي                 |
| اللغة الرسمية                                             | بوكمول، لغات السامي، نينوشك، اللغة النرويجية              | اللغة الجورجية، اللغة الأبخازية |
| العملة                                                    | كرونة نروجية                                              | لاري جورجي                      |
| الناتج المحلي الإجمالي (بليون دولار)                      | 398.83 مليار                                              | 15.16 مليار                     |
| الناتج المحلي الإجمالي (تعادل القوة الشرائية) بليون دولار | 322.23 مليار                                              | 35.68 مليار                     |
| الناتج المحلي الإجمالي الاسمي للفرد دولار أمريكي          | 74.40 ألف                                                 | 3.79 ألف                        |
| الناتج المحلي الإجمالي للفرد دولار أمريكي                 | 65.61 ألف                                                 |                                 |
| مؤشر التنمية البشرية                                      | 0.944                                                     | 0.754                           |
| رمز المكالمات الدولي                                      | +47                                                       | +995                            |
| رمز الإنترنت                                              | .no                                                       | .ge، .გე ‏                       |
| المنطقة الزمنية                                           | ت ع م+01:00، ت ع م+02:00، توقيت وسط أوروبا، أوروبا/أوسلو ‏ | ت ع م+04:00                     |

## منظمات دولية مشتركة
يشترك البلدان في عضوية مجموعة من المنظمات الدولية، منها:
| علم المنظمة | اسم المنظمة                             | تاريخ انضمام النرويج | تاريخ انضمام جورجيا |
| ----------- | --------------------------------------- | -------------------- | ------------------- |
|             | اتفاقية السماوات المفتوحة               | ?                    | ?                   |
|             | يونسكو                                  | 4 نوفمبر 1946        | 7 أكتوبر 1992       |
|             | الفريق المعني برصد الأرض                | ?                    | ?                   |
|             | مؤسسة التمويل الدولية                   | 20 يوليو 1956        | 29 يونيو 1995       |
|             | مجلس أوروبا                             | 5 مايو 1949          | 27 أبريل 1999       |
|             | مؤسسة التنمية الدولية                   | 24 سبتمبر 1960       | 31 أغسطس 1993       |
|             | منظمة التجارة العالمية                  | 1995                 | 14 يونيو 2000       |
|             | منظمة الأمن والتعاون في أوروبا          | 25 يونيو 1973        | 24 مارس 1992        |
|             | المنظمة الأوروبية لسلامة الملاحة الجوية | 1994                 | 2012                |
|             | الاتحاد البريدي العالمي                 | ?                    | ?                   |
|             | الاتحاد الدولي للاتصالات                | 1866                 | 7 يناير 1993        |
|             | الأمم المتحدة                           | 27 نوفمبر 1945       | 31 يوليو 1992       |
|             | البنك الدولي للإنشاء والتعمير           | 27 ديسمبر 1945       | 7 أغسطس 1992        |
|             | المنظمة الهيدروغرافية الدولية           | ?                    | ?                   |

## وصلات خارجية
- موقع وزارة الخارجية النرويجية
- موقع وزارة الخارجية الجورجية